# Ÿ́
Ÿ́ (minuskule ÿ́) je velmi zřídka používaný speciální znak latinky. Nazývá se Y s přehláskou a čárkou. Používá se v několika přepisech řečtiny do latinky (jedná se o přepisy ISO 843, BGN/PCGN a GENUNG). Jako Ÿ́ se přepisuje písmeno ΰ (majuskule Ϋ́).
Písmena Ÿ́ a ÿ́ mají v Unicode tyto kódy:
- Ÿ́: <U+0178, U+0301>
- ÿ́: <U+00FF, U+0301>